# Перу ЗПГ
Перу ЗПГ – завод із зрідження природного газу, створений на початку 21 століття на основі ресурсів родовищ перуанської Амазонії (Кашіріарі, Сан-Мартін, Пагорені та інші).
У 2000-х роках в Перу вдалось стабілізувати ситуацію з безпекою та розпочати роботи по освоєнню газових запасів басейну Укаялі, відкритих за два десятиліття до того. Одним із напрямів використання цих ресурсів стало забезпечення внутрішніх потреб приморських провінцій, проте для іноземних учасників Проекту Камісеа найбільшу зацікавленість становило виробництво зрідженого природного газу, поставки якого, наприклад, на ринки Східної Азії обіцяло вагомі прибутки. За створення заводу вартістю 1,5 млрд. доларів США взявся консорціум американської Hunt Oil (50%), південнокорейської SK Corporation (20%), іспанської Repsol (20%) та японської Marubeni (10%).
Для спорудження заводу обрали місцевість  Pampa Melchorita у південній провінції Кан'єте, в 169 км на південь від Ліми. Будівництво розпочалось у 2007-му, введення в експлуатацію відбулось трьома роками пізніше. Перу ЗПГ має одну лінію потужністю 4,4 млн.т ЗПГ на рік (біля 6,2 млрд.м3 газу). Для зберігання продукції використовуються два резервуари ємністю по 130000 м3 кожен.
Постачання сировини до Перу ЗПГ здійснюється по трубопроводу Камісеа – Піско, який одночасно обслуговує поставки блакитного палива для внутрішніх потреб країни (від Піско на північ йде друга ділянка до столиці Ліми). Для вивозу продукції спорудили причальний комплекс, що складається із естакади довжиною 1,35 км (забезпечує розташування причалу в зоні достатніх глибин), причального фронту довжиною 1 км для обслуговування газових танкерів ємністю від 90000 до 173000 м3 та хвилеламу довжиною 0,8 км, що захищає причал від поширених у певні періоди року хвиль. Підхідний канал має глибину 15 метрів (за межами зони, захищеної хвилеламом – 18 метрів).
На початку 2016 року термінал простоював біля місяця внаслідок витоку на газопроводі, що припинило постачання сировини для роботи заводу.